# کنترل (فیلم ۲۰۱۳)
کنترل (به انگلیسی: Control) (به چینی: 控制) یک فیلم است که در سال ۲۰۱۳ منتشر شد.